# Distrito electoral federal 5 de Morelos
El V Distrito Electoral Federal de Morelos es uno de los 300 Distritos Electorales en los que se encuentra dividido el territorio de México para la elección de diputados federales y uno de los 5 en los que se divide el estado de Morelos. Su cabecera es la ciudad de Yautepec de Zaragoza. A partir del proceso de redistritación de 2022 llevado a cabo por el Instituto Nacional Electoral lo integran 12 municipios.
El Quinto Distrito de Morelos está ubicado en la región norte y sur-oriente del estado, lo integran los municipios de: Yautepec, Huitzilac, Zacualpan de Amilpas, Atlatlahucan, Totolapan, Tepoztlán, Yecapixtla, Tlalnepantla, Tlayacapan, Ocuituco, Municipio indígena de Hueyapan  y Tetela del Volcán.

## Diputados por el distrito
- LX Legislatura
  - (2006 - 2009): José Víctor Sánchez Trujillo
- LXI Legislatura
  - (2009 - 2012): Jaime Sánchez Vélez
- LXII Legislatura
  - (2012 - 2015): Víctor Reymundo Nájera Medina
- LXIII Legislatura
  - (2015 - 2018): Ángel García Yáñez
- LXIV Legislatura
  - (2018 - 2021): José Guadalupe Ambrocio Gachuz
- LXV Legislatura
  - (2021 - 2024): José Guadalupe Ambrocio Gachuz